# كرنب خيطي
الكرنب الخيطي (باللاتينية: Crambe filiformis) نوع نباتي يتبع جنس الكرنب من الفصيلة الكرنبية.

## البيئة والانتشار
موطنه المغرب العربي وإسبانيا.

## مرادفات للاسم العلمي
- (باللاتينية: Crambe filiformis var. granatense (Amo) Willk.)
- (باللاتينية: Crambe filiformis var. granatensis Amo)
- (باللاتينية: Crambe reniformis Desf.)
- (باللاتينية: Crambe reniformis var. filiformis Lange)
- (باللاتينية: Rapistrum filiforme (Jacq.) Moench)